# Marquesado de Tosos
El marquesado de Tosos es un título nobiliario español de carácter hereditario que fue concedido el 30 de octubre de 1702, con real despacho del 31 de enero de 1703, por el rey Felipe V Juan de Ulzurrun de Asanza y Civera, caballero de la Orden de Santiago. 
Su denominación se refiere al municipio de Tosos en la comarca del Campo de Cariñena en la provincia de Zaragoza, Aragón.

## Marqueses de Tosos
|                       | Titular                                    | Periodo               |
| Creación por Felipe V | Creación por Felipe V                      | Creación por Felipe V |
| --------------------- | ------------------------------------------ | --------------------- |
| I                     | Juan de Ulzurrun de Asanza y Civera        | 1703-1731             |
| II                    | José de Ulzurrun de Asanza y Marzo         | 1731-1736             |
| III                   | José de Ulzurrun de Asanza y Piazuelo      | 1743-1788             |
| IV                    | Julián de Ulzurrun de Asanza y Moreno      | 1788-1824             |
| V                     | Manuel de Ulzurrun de Asanza y Ayerbe      | 1824-1832             |
| VI                    | Esteban de Ulzurrun de Asanza y Peralta    | 1846-1854             |
| VII                   | Eduardo de Ulzurrun de Asanza y Velasco    | 1865-1896             |
| VIII                  | Pedro de Ulzurrun de Asanza y Barberán     | 1896-1925             |
| IX                    | María Dolores Ram de Viu y Ram de Viu      | 1993-2022             |
| X                     | Concepción Severina del Campo y Ram de Viu | 2023-actual titular   |

## Historia de los marqueses de Tosos
- Juan de Ulzurrun de Asanza y Civera (Zaragoza, 17 de octubre de 1661-21 de agosto de 1731), I marqués de Tosos.[3] Era hijo de Domingo de Asanza y Gerónima Civera.[4]

Se casó el 13 de septiembre de 1680 con María Victoria Ana Marzo y Cubero (n. Daroca, octubre de 1664).  Le sucedió su hijo:
- José de Ulzurrun de Asanza y Marzo (baut. Zaragoza, 2 de febrero de 1684-10 de abril de 1736), II marqués de Tosos,[6] caballero de la Orden de Santiago en 1696 y nombrado regidor de la ciudad de Zaragoza en 1729.[7]

Contrajo matrimonio hacia 1716 con María Luisa Piazuelo y Celaya, natural de Caspe, hija de Jerónimo Piazuelo y Josefa Zelaya. Le sucedió su hijo:
- José de Ulzurrun de Asanza y Piazuelo (c. 1719-Zaragoza, 7 de junio de 1788), III marqués de Tosos desde 1743,[8] regidor de Daroca y a partir de 1747 de Zaragoza.

Se casó en Madrid el 22 de febrero de 1742 con María Antonia Moreno Gil (m. 24 de junio de 1797), hija de Pedro Moreno Pérez y María Concepción Gil de la Torre.
- Julián de Ulzurrun de Asanza y Moreno (Daroca, 18 de febrero de 1746-21 de noviembre de 1824 ), IV marqués de Tosos,[10] señor de Canduero, socio de la Real Sociedad Económica Aragonesa de Amigos del País y académico de honor de la Real Academia de Nobles y Bellas Artes de San Luis de Zaragoza.[11]

Se casó en primeras nupcias hacia 1765 con María Josefa de Ayerbe y Segovia (m. 27 de julio de 1783), hija de Juan José de Ayerbe y Secanilla y Margarita Segovia. Después de enviudar, contrajo un segundo matrimonio el 7 de enero de 1785 con Apolonia de Peralta y Balda (Zaragoza, 7 de enero de 1763-Madrid, 30 de abril de 1826), de los marqueses de Falces.. Le sucedió su hijo de su primer matrimonio:
- Manuel de Ulzurrun de Asanza y Ayerbe (c. 1770-1 de noviembre de 1832), V marqués de Tosos[14]

Se casó con Pascuala Lafuente y Aparicio. Fueron padres de Sixto de Ulzurrun de Asanza y Lafuente, que habrá fallecido en la infancia. Le sucedió su medio hermano, hijo del segundo matrimonio de su padre:
- Esteban de Ulzurrun de Asanza y Peralta (Zaragoza, 26 de diciembre de 1786-Barcelona, 14 de marzo de 1854), VI marqués de Tosos desde 1846.[15] Fue militar, maestrante de Zaragoza y académico de honor de la Real Academia de Nobles y Bellas Artes de San Luis de Zaragoza.

Se casó en mayo de 1816 con Narcisa Ciurana y Carles (n. Gerona, 1787). Fueron padres de una niña.  Le sucedió su sobrino, hijo de su hermano Juan de Ulzurrun de Asanza y Peralta y su esposa Valentina Velasco y Cambra.
- Eduardo de Ulzurrun de Asanza y Velasco (Cádiz, 23 de abril de 1837-Valencia, 15 de abril de 1896), VII marqués de Tosos desde 1865.[18] Fue militar, teniente en 1860, y participó en la guerra de África. Fue senador por la provincia de Teruel (1884-1885) y (1891-1893).[19][20]

Contrajo matrimonio en Valencia el 23 de abril de 1866 con María del Carmen Barberán y Gargallo (m. 31 de julio de 1888), natural de Teruel, hija de Pedro Juan Barberán y Montemar y Luisa Gargallo y Muñoz: Le sucedió su hijo:
- Pedro de Ulzurrun de Asanza y Barberán (Valencia, 8 de marzo de 1867-ibid. 19 de octubre de 1925), VIII marqués de Tosos.[21] Fue diputado a Cortes por Alcañiz, (1899-1901), diputado electo por Valderrobres (1914-1916) y senador electo por la provincia de Teruel durante cinco legislaturas.[22][23]

Contrajo matrimonio el 5 de enero de 1899 con Agustina Gas y Ferrara (m. 13 de abril de 1939). Sin descendencia, le sucedió su sobrina nieta que rehabilitó el título:
- María Dolores Ram de Viu y Ram de Viu (m. 2022), IX marquesa de Tosos,[24] hija de Carlos Ram de Viu y Arévalo y María Concepción Ram de Viu y de Ulzurrun de Asanza, esta última hija de María Dolores de Ulzurrun de Asanza y Barberán, hermana del VIII marqués,[25] y de su esposo Luis Ram de Viu y Quinto, barón de Hervés.

Se casó en Zaragoza el 21 de noviembre de 1962 con Luis del Campo y Ardid. Tienen una hija, Concepción del Campo Ram de Viu. Sucedió su hija:
- Concepción Severina del Campo y Ram de Viu, X marquesa de Tosos.[27]